# Jakob Philipp Fallmerayer
Jakob Philipp Fallmerayer (ur. 10 grudnia 1790 w Bressanone, zm. 26 kwietnia 1861 w Monachium) – niemiecki historyk, bizantynolog, podróżnik.
Był znany ze swoich kontrowersyjnych poglądów na temat etnicznego skład współczesnych mu Greków. W swoich pracach zakwestionował rasową ciągłość pomiędzy starożytnymi a współczesnymi Grekami. Jego tezy zostały zakwestionowane przez wielu historyków.
Był też pionierem badań nad cesarstwem Trapezuntu.

## Wybrane publikacje

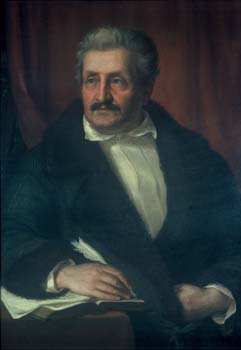
Portret Fallmerayera

- Geschichte des Kaisertums von Trapezunt Weber, München 1827 ().
- Geschichte der Halbinsel Morea während des Mittelalters: ein historischer Versuch Cotta, Stuttgart/Tübingen 1830 (Teil 1) und 1836 (Teil 2) (, ).
- Fragmente aus dem Orient. Cotta, Stuttgart/Tübingen 1845 (, ).
- Das albanesische Element in Griechenland. Verlag der k. Akademie, München 1857 (Teil 1) und 1860 (Teil 2) (, ).
- Neue Fragmente aus dem Orient. Engelmann, Leipzig 1861 ().
- Der Heilige Berg Athos (1908)